# Japan Women's Open Tennis 2019 - Qualificazioni singolare
Le qualificazioni del singolare femminile del Japan Women's Open Tennis 2019 sono state un torneo di tennis preliminare per accedere alla fase finale della manifestazione. Le vincitrici dell'ultimo turno sono entrate di diritto nel tabellone principale. In caso di ritiro di una o più giocatrici aventi diritto a queste sono subentrati le lucky loser, ossia le giocatrici che hanno perso nell'ultimo turno ma che avevano una classifica più alta rispetto alle altre partecipanti che avevano comunque perso nel turno finale.

## Teste di serie
1. Patricia Maria Tig (qualificata)
2. Han Na-lae (ultimo turno)
3. Zoe Hives (qualificata)
4. Viktorija Tomova (qualificata)
5. Valerija Savinych (qualificata)
6. Destanee Aiava (primo turno)

1. Mayo Hibi (ultimo turno)
2. Georgina García Pérez (ultimo turno)
3. Leylah Annie Fernandez (qualificata)
4. Yuki Naito (primo turno)
5. Jang Su-jeong (ultimo turno)
6. Miharu Imanishi (ultimo turno)

## Qualificate
1. Patricia Maria Tig
2. Leylah Annie Fernandez
3. Zoe Hives

1. Viktorija Tomova
2. Valerija Savinych
3. Junri Namigata

## Tabellone

### Legenda
| - Q = Qualificato - WC = Wild card - LL = Lucky loser | - ALT = Alternate - SE = Special Exempt - PR = Protected Ranking | - w/o = Walkover - r = Ritirato - d = Squalificato |

### Sezione 1
|  | Primo turno | Primo turno        | Primo turno   | Primo turno | Primo turno |  |  | Secondo turno | Secondo turno      | Secondo turno      | Secondo turno | Secondo turno |  |
|  |             |                    |               |             |             |  |  |               |                    |                    |               |               |  |
|  | 1           | Patricia Maria Tig | 3             | 7           | 6           |  |  |               |                    |                    |               |               |  |
|  |             | Chihiro Muramatsu  | 6             | 5           | 3           |  |  | 1             | Patricia Maria Tig | Patricia Maria Tig | 6             | 6             |  |
|  |             | Kyōka Okamura      | Kyōka Okamura | 6           | 6           |  |  |               | Kyōka Okamura      | Kyōka Okamura      | 1             | 1             |  |
|  | 10          | Yuki Naito         | Yuki Naito    | 2           | 4           |  |  |               |                    |                    |               |               |  |

### Sezione 2
|  | Primo turno | Primo turno            | Primo turno            | Primo turno | Primo turno |  |  | Secondo turno | Secondo turno          | Secondo turno          | Secondo turno | Secondo turno |  |
|  |             |                        |                        |             |             |  |  |               |                        |                        |               |               |  |
|  | 2           | Han Na-lae             | 7                      | 3           |             |  |  |               |                        |                        |               |               |  |
|  | WC          | Miyu Katō              | 6(1)                   | 2           | r           |  |  | 2             | Han Na-lae             | Han Na-lae             | 3             | 2             |  |
|  |             | Erina Hayashi          | Erina Hayashi          | 0           | 4           |  |  | 9             | Leylah Annie Fernandez | Leylah Annie Fernandez | 6             | 6             |  |
|  | 9           | Leylah Annie Fernandez | Leylah Annie Fernandez | 6           | 6           |  |  |               |                        |                        |               |               |  |

### Sezione 3
|  | Primo turno | Primo turno     | Primo turno | Primo turno | Primo turno |  |  | Secondo turno | Secondo turno   | Secondo turno   | Secondo turno | Secondo turno |  |
|  |             |                 |             |             |             |  |  |               |                 |                 |               |               |  |
|  | 3           | Zoe Hives       | 3           | 6           | 7           |  |  |               |                 |                 |               |               |  |
|  |             | Akiko Ōmae      | 6           | 2           | 65          |  |  | 3             | Zoe Hives       | Zoe Hives       | 6             | 6             |  |
|  |             | Mai Hontama     | 4           | 6           | 4           |  |  | 12            | Miharu Imanishi | Miharu Imanishi | 3             | 4             |  |
|  | 12          | Miharu Imanishi | 6           | 2           | 6           |  |  |               |                 |                 |               |               |  |

### Sezione 4
|  | Primo turno | Primo turno      | Primo turno      | Primo turno | Primo turno |  |  | Secondo turno | Secondo turno    | Secondo turno | Secondo turno | Secondo turno |  |
|  |             |                  |                  |             |             |  |  |               |                  |               |               |               |  |
|  | 4           | Viktorija Tomova | Viktorija Tomova | 6           | 6           |  |  |               |                  |               |               |               |  |
|  |             | Ena Shibahara    | Ena Shibahara    | 4           | 1           |  |  | 4             | Viktorija Tomova | 4             | 6             | 6             |  |
|  | WC          | Himari Sato      | Himari Sato      | 1           | 2           |  |  | 7             | Mayo Hibi        | 6             | 4             | 2             |  |
|  | 7           | Mayo Hibi        | Mayo Hibi        | 6           | 6           |  |  |               |                  |               |               |               |  |

### Sezione 5
|  | Primo turno | Primo turno       | Primo turno   | Primo turno | Primo turno |  |  | Secondo turno | Secondo turno     | Secondo turno     | Secondo turno | Secondo turno |  |
|  |             |                   |               |             |             |  |  |               |                   |                   |               |               |  |
|  | 5           | Valerija Savinych | 6             | 2           |             |  |  |               |                   |                   |               |               |  |
|  | WC          | Ayumi Morita      | 2             | 3           | r           |  |  | 5             | Valerija Savinych | Valerija Savinych | 6             | 7             |  |
|  | PR          | Susanne Celik     | Susanne Celik | 4           | 4           |  |  | 11            | Jang Su-jeong     | Jang Su-jeong     | 4             | 5             |  |
|  | 11          | Jang Su-jeong     | Jang Su-jeong | 6           | 6           |  |  |               |                   |                   |               |               |  |

### Sezione 6
|  | Primo turno | Primo turno           | Primo turno    | Primo turno | Primo turno |  |  | Secondo turno | Secondo turno   | Secondo turno | Secondo turno | Secondo turno |  |
|  |             |                       |                |             |             |  |  |               |                 |               |               |               |  |
|  | 6           | Destanee Aiava        | Destanee Aiava | 2           | 4           |  |  |               |                 |               |               |               |  |
|  |             | Junri Namigata        | Junri Namigata | 6           | 6           |  |  |               | Junri Namigata  | 6             | 2             | 6             |  |
|  | WC          | Moyuka Uchijima       | 2              | 6           | 6           |  |  | WC            | Moyuka Uchijima | 2             | 6             | 4             |  |
|  | 8           | Georgina García Pérez | 6              | 3           | 0           |  |  |               |                 |               |               |               |  |